# 淡紋黃毒蛾
淡紋黃毒蛾（学名：Euproctis karapina）为毒蛾科黃毒蛾屬下的一个种。